# Imants Lieģis
Imants Viesturs Lieģis (ur. 30 kwietnia 1955 w Meriden w Wielkiej Brytanii) – łotewski polityk i dyplomata, minister obrony w gabinecie Valdisa Dombrovskisa (2009–2010), były poseł na Sejm, ambasador Łotwy m.in. w Belgii, Holandii, przy NATO, na Węgrzech i we Francji.

## Życiorys
W latach 1973–1976 studiował na wydziale prawa Newcastle University, później naukę kontynuował w The College of Law w Guildford. Od 1979 do 1991 zatrudniony jako notariusz w prywatnych spółkach w Londynie i Nottingham. W latach 1989–1991 był reprezentantem międzynarodowego związku zrzeszającego Bałtów. W 1992 podjął pracę w Ministerstwie Spraw Zagranicznych Republiki Łotewskiej, gdzie odpowiadał za kontakty z Radą Europy i Wspólnotami Europejskimi, później zatrudniony w charakterze radcy w ambasadzie łotewskiej w Londynie (1993), podsekretarza stanu w MSZ (1993–1994), radcy w ambasadzie w Sztokholmie (1994–1997) oraz chargé d’affaires w Brukseli (1997). Następnie pełnił obowiązki ambasadora nadzwyczajnego i pełnomocnego w Belgii, Holandii i Luksemburgu z siedzibą w Brukseli (1997–2000) oraz ambasadora przy NATO (2000–2004). W 2008 mianowany na krótko ambasadorem w Hiszpanii.
12 marca 2009 z rekomendacji Związku Obywatelskiego objął obowiązki ministra obrony w pierwszym rządzie Valdisa Dombrovskisa. Rok później został pełniącym obowiązki ministra sprawiedliwości po odejściu z koalicji rządowej Partii Ludowej. Obie funkcje sprawował do 3 listopada 2010. W wyborach w 2010 uzyskał mandat posła na Sejm z ramienia Jedności, został wybrany przewodniczącym komisji spraw europejskich. Nie ubiegał się o reelekcję w wyborach w 2011.
Jesienią 2012 został nowym łotewskim ambasadorem na Węgrzech, zaś latem 2013 także w Czarnogórze. W kwietniu 2014 złożył listy uwierzytelniające prezydentowi Słowenii, zaś w czerwcu – prezydentowi Chorwacji. Misję na Węgrzech i na Bałkanach pełnił do początku 2016. W marcu tegoż roku został ambasadorem Łotwy we Francji, a także przedstawicielem swojego państwa w Monako, Algierii i Maroko.